# Oleksandr Prokopovych Markevych
Oleksandr Prokopovych Markevych (tiếng Ukraina: Олександр Прокопович Маркевич; sinh 19 tháng 3 năm 1905 tại Ploske – mất 23 tháng 4 năm 1999 tại Kyiv) là một nhà động vật học, nhà nghiên cứu về ký sinh trùng và động vật chân khớp người Ukraine. Ông từng là giáo sư và viện sĩ tại Viện Hàn lâm Khoa học Quốc gia Ukraine.

## Tiểu sử
Markevych sinh ngày 19 tháng 3 năm 1905 tại làng Ploske, Kiev. Cha ông là Prokop Markevych giữ chức thư ký cho một giáo xứ tại nông thôn. Mẹ ông là Maria Bordashevska có xuất thân từ một gia đình quý tộc nghèo. Năm 1906, gia đình ông đã chuyển đến sống tại làng Nastashki, Kyiv.
Từ năm 1912 đến 1915, Markevich theo học tại một trường dòng. Năm 1915, ông vào lớp một tại Trường dòng Kyiv-Sophia. Cuối tháng 8 năm 1918, diễn biến tình hình Cách mạng phức tạp tại địa phương đã khiến ông không thể tiếp tục học tại ngôi trường này.
Trong khoảng thời gian theo học tại Trường Sư phạm Kỹ thuật (1921–1925) ở Bila Tserkva, theo lời khuyên của thầy giáo sinh học, ông đã bắt đầu nghiên cứu các loài cá trên sông Ros và trình bày các nghiên cứu của mình tại một cuộc họp của câu lạc bộ động vật học. Ông cũng lấy chủ đề "Cá tại sông Ros" làm đề tài tốt nghiệp của mình.
Sau khi tốt nghiệp trường Kỹ thuật, Markevich được cử đến làm việc tại làng Stavishche, Belotserkovsky. Ông dạy các môn khoa học tự nhiên tại một ngôi trường ở làng Stavishche, dạy tiếng Đức tại một trường Lao động ở làng Roskoshnoye và dạy sinh học tại trường Đào tạo Nghề nông nghiệp Stavishche. Mùa hè năm 1926, Markevich nhận được thư giới thiệu từ Sở Giáo dục Nhân dân Belotserkovsky đến Kyiv để tham gia các khóa đào tạo cao cấp cho các nhà nghiên cứu sinh học tại Viện Bách khoa.
Ông thi đỗ và bắt đầu theo học tại Đại học Kyiv từ năm 1926, ông bắt đầu tham gia làm việc tại phòng thí nghiệm của nhà sinh vật học Ivan Schmalhausen và cơ sở sinh học của viện Hàn lâm Khoa học của nước Cộng hòa Xã hội chủ nghĩa Xô viết Ukraina bên bờ sông Dnieper, bên cạnh đó ông còn tham gia một số chuyến đi thực địa do Dmitri Beling dẫn đầu. Năm 1930, ông tốt nghiệp loại xuất sắc và được Hội đồng trường giới thiệu đến học cao học tại khoa do giáo sư I. I. Shmalgauzen phụ trách. Tuy nhiên do không đủ vị trí, theo sự giới thiệu của giáo sư I. Shmalgauzen, ông được nhận vào học cao học tại Viện Ngư học thuộc Viện Hàn lâm Khoa học Nông nghiệp Liên bang Lenin tại Leningrad (nay là Viện Nghiên cứu Công nghiệp Cá sông và Hồ), nơi ông hoàn thành chương trình giáo dục sau đại học dưới sự hướng dẫn của giáo sư Valentin Dogiel. Trong những năm 1930, một nhóm các nhà khoa học tại Phòng thí nghiệm về Bệnh trên cá do Dogiel đứng đầu đã thực hiện nhiều nghiên cứu đặt nền móng cho sự hình thành và phát triển của ngành nghiên cứu ký sinh trùng trên cá tại Liên Xô. Tại phòng thí nghiệm này, chàng trai trẻ Markevych đã bắt đầu tiến hành nghiên cứu các nhóm ký sinh trùng thuộc phân lớp Giáp xác chân chèo vốn phức tạp và rất ít được biết đến. Bằng sự siêng năng và kiên trì, ông đã nghiên cứu thành công hệ động vật thuộc nhóm này tại vùng hồ Ladoga, Onega, biển Caspi, biển Azov và một số vùng nước nhỏ hơn.
Năm 1935, ông trở lại Kyiv giữ chức trưởng khoa Hình thái Động vật không xương sống tại Viện Động vật học thuộc Viện Hàn lâm Khoa học của Cộng hòa Xã hội chủ nghĩa Xô viết Ukraina. Sau đó vào năm 1937, ông trở thành trưởng khoa Ký sinh trùng mới được thành lập.

## Sự nghiệp khoa học và các thành tựu
Markevych thuộc thế hệ những nhà ký sinh trùng học đầu tiên của Liên Xô bắt đầu tiến hành những nghiên cứu có hệ thống về cách thức nuôi trồng thủy sản trong ao hồ. Ông là người đầu tiên tìm ra rằng loài ký sinh trùng Chilodonella cyprini nguy hiểm sinh sản hàng loạt vào mùa đông chứ không phải vào mùa hè như mọi người vẫn nghĩ. Ông đã có một số bài báo khoa học mô tả các loài mới thuộc lớp giáp xác chân chèo ký sinh và một số nhóm khác do chính ông phát hiện, cụ thể bao gồm:
Phân lớp Giáp xác chân chèo:
- Ergasilus briani Markevych, 1932
- Ergasilus wilsoni Markevich, 1933
- Tracheliastes soldatovi Markevich, 1933 — ngày nay là Pseudotracheliastes soldatovi (Markevich, 1933)
- Ergasilus ponticus Markevich, 1934
- Achtheres strigatus Markevich, 1936 — ngày nay là Salmincola strigatus (Markevich, 1936)
- Basanistes briani Markevich, 1936
- Basanistes enodis Markevich, 1936
- Basanistes woskobojnikovi Markevich, 1936
- Cardiodectes hardenbergi Markevich, 1936
- Coregonicola produced Markevich, 1936
- Lamproglena compacta Markevich, 1936
- Lamproglena orientalis Markevich, 1936
- Salmincola stellatus Markevich, 1936
- Tracheliastes sachalinensis Markevich, 1936
- Paraergasilus rylovi Markevich, 1937
- Brachiella annulata Markevich, 1940 — ngày nay là Parabrachiella annulata (Markevich, 1940)
- Brachiochondrites longicollis Markevich, 1940
- Caligopsis ponticus Markevich , 1940
- Ergasilus auritus Markevich, 1940
- Ergasilus scalaris Markevich, 1940
- Ergasilus tumidus Markevich, 1940
- Pseudergasilus major Markevich, 1940 — ngày nay là Sinergasilus major (Markevich, 1940)
- Pseudergasilus polycolpus Markevich, 1940 — ngày nay là Sinergasilus polycolpus (Markevich, 1940)
- Pseudergasilus undulatus Markevich, 1940 — ngày nay là Sinergasilus undulatus (Markevich, 1940)
- Rylovia argutula Markevich, 1940 — ngày nay là Acanthochondria argutula (Markevich, 1940)
- Salmincola lata Markevich, 1940
- Salmincola smirnovi Markevich, 1940
- Tracheliastes longicollis Markevich, 1940
- Vermiclavella elongata Markewitsch, 1940
- Pseudolepeophtheirus longicauda Markevich, 1941
- Ergasilus anchoratus Markevich, 1946
- Coregonicola orientalis Markevich and Bauer, 1950
- Salmincola jacutica Markevich et Bauer, 1950
- Acanthochondria compacta Markevich, 1956
- Chondracanthopsis multituberculatus Markevich, 1956 — ngày nay là Chondracanthus multituberculatus (Markevich, 1956)
- Ergasilus gobiorum Markevich et Sukhnenko, 1967

Lớp Monogenea:
- Dactylogyrus nybelini Markevich, 1933

Lớp Trematoda:
- Ancyrocephalus bychowskii Markevich, 1934

Lớp Myxosporea:
- Lentospora branchialis Markevich, 1932 — ngày nay là Myxobolus branchialis (Markevich, 1932)

Các nhóm loài:
Phân lớp Giáp xác chân chèo:
- Coregonicola Markevich, 1936
- Paraergasilus Markevich, 1937
- Brachiochondrites Markevich, 1940
- Caligopsis Markevich, 1940
- Pseudolepeophtheirus Markevich, 1940
- Rylovia Markevich, 1940
- Vermiclavella Markevitch, 1940
- Pseudotracheliastes Markevich, 1956

Luân trùng:
- Clariidae Kutikova, Markevich et Spiridonov, 1990 (theo quyết định của Ủy ban Quốc tế về Danh pháp Động vật vào năm 2003, cách viết đã được thay đổi thành Clariaidae để tránh trùng lặp với tên của một Họ cá trê, quyền tác giả được bảo toàn)

Sau khi trở lại Kyiv vào năm 1935, Markevych tiếp tục thực hiện các nghiên cứu về ký sinh trùng trên cá. Năm 1951, ông xuất bản một chuyên khảo mở rộng về hệ ký sinh trùng trên cá nước ngọt tại nước Ukraine và nhận được nhiều phản hồi mạnh mẽ ở cả Liên Xô và nước ngoài. Năm 1963, chuyên khảo trên được xuất bản bằng tiếng Anh với nhan đề "Hệ động vật ký sinh trên cá nước ngọt ở Ukraine". Ông vẫn tích cực quan tâm đến việc nghiên cứu về các loài thuộc phân lớp giáp xác chân chèo và chuyên khảo mới nhất của ông về các loài ký sinh này trên cá tại Liên Xô đã được Trung tâm Tài liệu Khoa học Quốc gia Ấn Độ xuất bản cho Viện Smithsonian và Quỹ Khoa học Quốc gia (Hoa Kỳ) vào năm 1976.
Xuất phát từ nhiều công trình khoa học vững chắc về ký sinh trùng trên cá, ông đã xây dựng và phát triển một số cơ sở lý thuyết qua nhiều nghiên cứu phức tạp về ký sinh trùng ở động vật thủy sinh. Trong khuôn khổ của chương trình khoa học, ông đã chỉ ra nhiều nghiên cứu cần được tiến hành bao gồm hệ sinh thái và sự phát triển của ký sinh trùng trên động vật thủy sinh, nghiên cứu về những ảnh hưởng của chúng lên vật chủ và ngược lại cũng như nghiên cứu về sự phụ thuộc của chúng vào các yếu tố vô sinh và hữu sinh.
Markevych bị thu hút bởi những khái niệm từ lý thuyết về ký sinh trùng của E. N. Pavlovsky. Ông đã phân tích nhiều dữ liệu mới được các nhà ký sinh trùng và vi sinh học thu thập được kể từ khi các ấn phẩm Pavlovsky được xuất bản. Ông đã viết một số bài báo khoa học dựa trên các dữ liệu này và nêu lên nhiệm vụ của ngành là "làm sáng tỏ các mô hình khách quan trong vòng đời của các loài ký sinh trùng sống cộng sinh cũng như quy trình mà chúng tự gom thành nhóm trong giai đoạn sống tự do, nhằm xây dựng giải pháp can thiệp vào quá trình hình thành các nhóm của các dạng ký sinh này".
Markevych đã sáng lập một ngôi trường đào tạo về ký sinh trùng tại Ukraine nhằm khơi dậy sự quan tâm của một số nhà động vật và thực vật học trong việc nghiên cứu hệ động thực vật tại vùng Carpathia. Trong nhiều năm, ông giữ chức Phó chủ tịch và sau đó là Chủ tịch Khoa học Sinh học thuộc Viện Hàn lâm Khoa học Ukraine. Ông cũng có nhiều đóng góp nổi bật trong việc nghiên cứu về hệ ký sinh trùng trên cá tại Ai Cập khi ông đang làm chuyên gia và giáo sư tại Đại học Cairo (từ năm 1964 đến năm 1967).

## Hoạt động quốc tế
- Năm 1940, ông làm việc trong ban tổ chức và tham gia Hội nghị Sinh thái học toàn liên bang lần thứ I.
- Năm 1951, ông làm việc trong ban tổ chức và tham gia Hội nghị Sinh thái học toàn liên bang lần thứ II.
- Năm 1954, ông làm việc trong ban tổ chức và tham gia Hội nghị Sinh thái học toàn liên bang lần thứ III.
- Năm 1958, ông là thành viên của đoàn đại biểu Liên Xô tham dự Hội nghị Động vật học Quốc tế lần thứ mười lăm tại Luân Đôn (Anh).
- Năm 1959, ông đến thăm Bulgaria và trình bày các vấn đề thực tiễn liên quan đến việc phát sinh loài của động vật không xương sống tại Đại học Sofia.
- Năm 1960, ông tổ chức và tham gia Hội nghị Quốc tế lần thứ nhất về “Động thực vật của vùng Carpathian”.
- Năm 1961, ông tham gia Đại hội VII của Hiệp hội Ký sinh trùng học Ba Lan tại Olsztyn (Ba Lan).
- Năm 1963, ông là thành viên phái đoàn Liên Xô tại Hội nghị Thú y Quốc tế lần thứ XVI ở Washington (Hoa Kỳ).
- Trong giai đoạn 1964-1965, ông là giáo sư khoa Động vật học thuộc khoa Khoa học tại trường Đại học Cairo (Ai Cập).
- Trong giai đoạn 1966-1967, ông là chuyên gia về ký sinh trùng tại Trung tâm Khoa học Quốc gia tại Ai Cập.
- Năm 1967, ông được bổ nhiệm làm thành viên danh dự của Hiệp hội ký sinh trùng học Ba Lan.
- Năm 1968, ông tham gia Hội nghị Côn trùng học Quốc tế lần thứ XIII ở Moskva.
- Năm 1969, ông được bầu làm thành viên của Viện Hàn lâm Động vật học Ấn Độ.
- Năm 1969, ông được bổ nhiệm làm thành viên của Ủy ban Động vật nguyên sinh quốc tế.
- Năm 1970, ông dẫn đầu đoàn đại biểu các nhà khoa học Liên Xô tham dự Hội nghị về ký sinh trùng học Quốc tế lần thứ hai tại Washington (Hoa Kỳ).
- Năm 1971, ông tham gia Hội nghị Ao hồ học Quốc tế lần thứ XVIII ở Leningrad.
- Năm 1972, ông tham gia Hội nghị Khoa học lần thứ VII của các nhà Ký sinh trùng học của Cộng hòa Xã hội chủ nghĩ Xô viết Ukraine.
- Năm 1972, ông có bảng tóm tắt báo cáo được công bố tại Hội nghị Côn trùng học Quốc tế lần thứ XIV ở Canberra (Úc).
- Năm 1973, ông tham gia Hội nghị Quốc tế lần thứ IV của các nhà Nguyên sinh vật học tại Clermont-Ferrand (Pháp).
- Năm 1974, ông có bảng tóm tắt báo cáo được công bố tại Hội nghị Quốc tế lần thứ III của các Nhà Ký sinh trùng học ở Munich (Cộng hòa Liên bang Đức).
- Năm 1978, ông tham gia Hội nghị Sinh thái học toàn liên bang lần thứ I ở Poltava.
- Năm 1991, ông tham gia Hội nghị Sinh thái học toàn liên bang lần thứ III tại Kyiv.
- Ông còn là thành viên ban biên tập của tạp chí Angewandte Parasitologie (Đông Đức) và Folia parasitologica (Tiệp Khắc).

## Giải thưởng
- Huy chương "Vì Công lao Dũng cảm trong Cuộc chiến Vệ quốc vĩ đại 1941-1945" - 1945
- Huân chương Cờ đỏ Lao động - 1954
- Huy chương VŠZ (Vysoká škola zemědělská) - 1967 (Brno, Tiệp Khắc)
- Huân chương "Danh dự" - 1968
- Huân chương Cách mạng Tháng Mười - 1975
- Huân chương Hữu nghị Nhân dân